# Ommerkanaal (buurtschap)
Ommerkanaal is een buurtschap in de gemeente Ommen in de Nederlandse provincie Overijssel. De buurtschap is gelegen langs het Ommerkanaal in het Arriërveld en werd vroeger ook met deze laatste naam aangeduid. In 2015 hadden Ommerkanaal en het aangrenzende Ommerbosch samen 145 inwoners.
Het Arriërveld behoorde tot de marke van de buurtschap Arriën. Het was oorspronkelijk een groot heideveld. Na de ontginning van de heide is tussen Dedemsvaart en Ommen langs het kanaal een kleine kern ontstaan met ooit twee scholen. In de oude openbare school bevindt zich een buurthuis.. De kern was voorheen deel van Arriërveld, maar wordt sinds 2013 officieel aangeduid als Ommerkanaal.
Stad: Ommen      Dorpen: Lemele · Vilsteren 

Buurtschappen: Archem · Arriën · Arriërveld · Beerze · Beerzerveld · Besthmen · Dalmsholte (deels) · Eerde · Emsland · Giethmen · Hoogengraven · Junne · Nieuwebrug · Ommerbosch · Ommerkanaal · Ommerschans · Ommerveld · Rotbrink · Stegeren · Stegerveld · Varsen · Vinkenbuurt · Witharen · Zeesse

Overijssel · Steden en dorpen      Nederland · Provincies · Gemeenten